# Nashua (Montana)
Nashua es un pueblo ubicado en el condado de Valley en el estado estadounidense de Montana. En el Censo de 2010 tenía una población de 290 habitantes y una densidad poblacional de 168,63 personas por km².

## Geografía
Nashua se encuentra ubicado en las coordenadas 48°8′2″N 106°21′27″O / 48.13389, -106.35750. Según la Oficina del Censo de los Estados Unidos, Nashua tiene una superficie total de 1.72 km², de la cual 1.72 km² corresponden a tierra firme y (0%) 0 km² es agua.

## Demografía
Según el censo de 2010, había 290 personas residiendo en Nashua. La densidad de población era de 168,63 hab./km². De los 290 habitantes, Nashua estaba compuesto por el 94.48% blancos, el 0% eran afroamericanos, el 2.76% eran amerindios, el 0.34% eran asiáticos, el 0% eran isleños del Pacífico, el 0.34% eran de otras razas y el 2.07% pertenecían a dos o más razas. Del total de la población el 1.38% eran hispanos o latinos de cualquier raza.